# Leroy DeLeon
Leroy Cyril DeLeon (Punta Fortín, 7 de febrero de 1948-28 de enero de 2025) fue un centrocampista de fútbol trinitense que jugó en la North American Soccer League y la Major Indoor Soccer League. Es padre del futbolista estadounidense Nick DeLeon.

## Selección nacional
Jugó para la selección de Trinidad y Tobago en diecisiete ocasiones y marcó un gol contra Cuba el 20 de enero de 1967 en la clasificación para el Campeonato de Naciones de la Concacaf de 1967.

## Clubes
| Club                 | País              | Año       |
| -------------------- | ----------------- | --------- |
| Point Fortin Civic   | Trinidad y Tobago | 1967      |
| New York Generals    | Estados Unidos    | 1967-1968 |
| Point Fortin Civic   | Trinidad y Tobago | 1968-1969 |
| Washington Darts     | Estados Unidos    | 1969-1971 |
| Miami Gatos          | Estados Unidos    | 1972-1973 |
| Washington Diplomats | Estados Unidos    | 1974-1977 |
| San Jose Earthquakes | Estados Unidos    | 1977-1978 |
| Seattle Sounders     | Estados Unidos    | 1979      |
| Detroit Lightning    | Estados Unidos    | 1979      |
| Phoenix Inferno      | Estados Unidos    | 1980-1983 |

## Palmarés

### Títulos nacionales
| Título                 | Equipo           | País           | Año  |
| ---------------------- | ---------------- | -------------- | ---- |
| American Soccer League | Washington Darts | Estados Unidos | 1969 |